# Hasse Borg
Hasse Kristian Borg, född 4 augusti 1953 i Örebro, är en  svensk före detta fotbollsspelare och idrottsledare.
Borg började spela fotboll i Karlslunds IF. Han gick därefter till BK Forward, där han spelade i Division 3 som tonåring.

## Karriär

### Debut i Allsvenskan och i landslaget
Borg spelade först för Örebro SK i Allsvenskan, och det var som Örebro-spelare han debuterade i det svenska A-landslaget den 28 februari 1976 mot Tunisien i Tunis. Borg startade i samtliga Sveriges tre matcher i VM-slutspelet 1978.

### Utlandsproffs
Borg blev utlandsproffs sommaren 1977 i Eintracht Braunschweig. Där var han bland annat med om att gå till åttondelsfinal i Uefacupen 1978, och åkte ned med klubben till andra divisionen, slutade där tvåa säsongen 1980-81, och avancerade åter till Bundesliga. Den 23 oktober 1981 blev Borg offer för en av de mest brutala tacklingarna i Bundesligas historia i matchen mot Karlsruhe, när spelaren Emanuel Günther bröt hans skenben.

### Svensk mästare med Malmö FF
Borg återvände till Sverige efter sju år utomlands, och debuterade för Malmö FF i allsvenskan mot IK Brage på Domnarsvallen den 29 juni 1983. Borg spelade sin sista 49:e landskamp som Malmö FF-spelare, med ett inhopp i träningslandskampen mot Polen den 21 augusti 1985 på Malmö stadion.
I Malmö FF var Borg som spelare med och vann svenska cupen 1984 och 1986, vann serien fyra gånger, och blev svensk mästare två gånger, 1986 och 1988. Borgs sista match i Malmö FF blev den första SM-finalmatchen mot Djurgården på Råsunda den 19 november 1988, som slutade 0-0. Returmötet på Malmö stadion som slutade 7-3 blev utan Borgs medverkan. Han avlutade sin spelarkarriär som spelande tränare ihop med Magnus Andersson i Ystads IF 1989.

### Uppdrag efter spelarkarriären
Efter spelarkarriären satt Hasse Borg i Malmö FF:s styrelse i flera år och lämnade sin styrelseplats efter klubbens nedflyttning från allsvenskan 1999 för att arbeta som Marknads- och Sportchef. Han var med och tog MFF tillbaka till Allsvenskan, och klubben tog SM-guld 2004 och 2010. Borg har varit inblandad i försäljningen av flera Malmö FF-spelare, däribland Zlatan Ibrahimović, Markus Rosenberg, Afonso Alves och Ola Toivonen. Han är även initiativtagare till sponsorsamarbetet Nätverket. Efter tio år som sportchef och två år som konsult slutade Hasse Borg i Malmö FF 31 augusti 2011 efter 28 år i klubben.

## Meriter
- VM i fotboll: 1978
- SM-Guld med Malmö FF som spelare 1986 och 1988
- 49 A-landskamper i svenska landslaget.

## Klubbar
- BK Forward
- Örebro SK
- Malmö FF
- Eintracht Braunschweig
- Ystads IF